# 국가평화유지위원회
국가평화유지위원회(國家平和維持委員會, 태국어: คณะรักษาความสงบแห่งชาติ)는 2014년 태국 쿠데타로 집권한 태국의 군사 정부이다. 앞선 2014년 5월 20일에 군은 확대되고 있던 일련의 정치 위기를 막기 위한 조치로 전국적으로 계엄법을 공포하였으며, 5월 22일에는 내각을 해산하고 국가평화유지위원회를 구성하여 국가를 장악하였다. 또한, 언론을 검열하고 각료들을 체포하였으며 기존의 헌법을 폐지하였다.

## 같이 보기
- 2014년 태국 쿠데타
- 쁘라윳 짠오차
- 2019년 태국 총선거